# Paper Giants: The Magazine Wars
Paper Giants: The Magazine Wars es una miniserie australiana que comenzó sus transmisiones el 2 de junio del 2013 y terminó sus transmisiones el 9 de junio del 2013 por medio de la cadena ABC1. La miniserie fue la secuela de la miniserie Paper Giants: The Birth of Cleo estrenada en el 2011.
El actor Rob Carlton volvió a interpretar a Kerry Packer, papel que interpretó en Paper Giants: The Birth of Cleo.

## Historia
La historia transucrre a finales de la década de 1980 y se centra en dos poderosas mujeres Dulcie Boling, editora de "New Idea" y Nene King, sub-editora de "New Idea" quien decide salirse y convertirse en editora de la revista "Women’s Day". Ambas comienzan una guerra en la circulación de sus revistas lo que ocasiona que las reglas del periodismo de Australia sean reescritas.

## Personajes
| Actor            | Personaje       | Trabajo                             | N.º de Episodios | Episodios |
| ---------------- | --------------- | ----------------------------------- | ---------------- | --------- |
| Mandy McElhinney | Nene King       | Editora de la Revista "Woman's Day" | 2                | 2013      |
| Rachel Griffiths | Dulcie Boling   | Editora de la Revista "New Idea"    | 2                | 2013      |
| Rob Carlton      | Kerry Packer    | Magnate de Medios & Empresario      | 2                | 2013      |
| Angus Sampson    | Patrick Bowring | -                                   | 2                | 2013      |
| Khan Chittenden  | Nick Trumpet    | -                                   | 2                | 2013      |
| Caren Pistorius  | Beth Ridgeway   | -                                   | 2                | 2013      |
| Mark Lee         | Richard Walsh   | -                                   | 2                | 2013      |
| Lucy Bell        | Susan Duncan    | Editora                             | 2                | 2013      |
| Socratis Otto    | Peter Dawson    | -                                   | 2                | 2013      |
| William Zappa    | Rupert Murdoch  | Magnate de Medios                   | 2                | 2013      |

### Personajes secundarios
| Actor              | Personaje       | Trabajo           | N.º de Episodios | Episodios |
| ------------------ | --------------- | ----------------- | ---------------- | --------- |
| Rodger Corser      | Harry M. Miller | Promotor & Agente | 2                | 2013      |
| Alexander England  | James Packer    | Empresario        | 2                | 2013      |
| John Wood          | Ken Cowley      | -                 | 2                | 2013      |
| Samuel Johnson     | Paul Cavanagh   | -                 | 2                | 2013      |
| Carissa McAllen    | Di Blackwell    | -                 | 2                | 2013      |
| Tosh Greenslade    | Marcus          | -                 | 2                | 2013      |
| Steve Rodgers      | Alan Bond       | Empresario        | 1                | 2013      |
| Sean Taylor        | Al Dunlap       | -                 | 1                | 2013      |
| Rhys McConnochie   | Lionel King     | -                 | 1                | 2013      |
| Elspeth Ballantyne | Emily King      | -                 | 1                | 2013      |
| Nicki Paull        | Maggie T        | -                 | 1                | 2013      |

## Premios y nominaciones
| Año  | Categoría                                | Premio                            | Nominado (a)                    | Resultado |
| ---- | ---------------------------------------- | --------------------------------- | ------------------------------- | --------- |
| 2014 | TV Mini Series                           | Australian Director's Guild Award | Daina Reid                      | Nominada  |
| 2014 | Most Popular New Talent                  | Silver Logie Award                | Caren Pistorius                 | Nominada  |
| 2014 | Most Outstanding Actress                 | Silver Logie Award                | Mandy McElhinney                | Nominada  |
| 2014 | Most Outstanding Newcomer                | Graham Kennedy Award              | Caren Pistorius                 | Nominada  |
| 2014 | Most Outstanding Miniseries or Telemovie | Silver Logie Award                | Paper Giants: The Magazine Wars | Nominado  |

## Producción
La serie fue producida por Mimi Butler, escrita por Justin Monjo y Keith Thompson, y dirigida por Daina Reid.
La miniserie fue la secuela de Paper Giants: The Birth of Cleo protagonizada por Asher Keddie, Matt Day y Rob Carlton. Las filmaciones comenzaron el 13 de agosto del 2012 en Melbourne, Australia.